# Anthony Nelson (calciatore)
Anthony Nelson (George Town, 31 luglio 1997) è un calciatore britannico delle Isole Cayman, centrocampista del Sunset FC George Town.

## Carriera

### Club
Ha giocato nella prima divisione gallese e in quella delle Isole Cayman.

### Nazionale
Nel 2019, dopo aver già precedentemente giocato nelle nazionali giovanili Under-15 ed Under-20, ha esordito in nazionale maggiore.

## Statistiche

### Cronologia presenze e reti in nazionale
| Cronologia completa delle presenze e delle reti in nazionale ― Isole Cayman | Cronologia completa delle presenze e delle reti in nazionale ― Isole Cayman | Cronologia completa delle presenze e delle reti in nazionale ― Isole Cayman | Cronologia completa delle presenze e delle reti in nazionale ― Isole Cayman | Cronologia completa delle presenze e delle reti in nazionale ― Isole Cayman | Cronologia completa delle presenze e delle reti in nazionale ― Isole Cayman | Cronologia completa delle presenze e delle reti in nazionale ― Isole Cayman | Cronologia completa delle presenze e delle reti in nazionale ― Isole Cayman |
| Data                                                                        | Città                                                                       | In casa                                                                     | Risultato                                                                   | Ospiti                                                                      | Competizione                                                                | Reti                                                                        | Note                                                                        |
| --------------------------------------------------------------------------- | --------------------------------------------------------------------------- | --------------------------------------------------------------------------- | --------------------------------------------------------------------------- | --------------------------------------------------------------------------- | --------------------------------------------------------------------------- | --------------------------------------------------------------------------- | --------------------------------------------------------------------------- |
| 22-3-2019                                                                   | West Bay                                                                    | Isole Cayman                                                                | 1 – 2                                                                       | Montserrat                                                                  | CONCACAF Nations League 2019-2020 - Qualificazioni                          | -                                                                           | 79’                                                                         |
| 29-5-2019                                                                   | West Bay                                                                    | Isole Cayman                                                                | 0 – 0                                                                       | Cuba                                                                        | Amichevole                                                                  | -                                                                           | ?’                                                                          |
| 31-5-2019                                                                   | George Town                                                                 | Isole Cayman                                                                | 0 – 1                                                                       | Cuba                                                                        | Amichevole                                                                  | -                                                                           |                                                                             |
| Totale                                                                      |                                                                             | Presenze                                                                    | 3                                                                           |                                                                             | Reti                                                                        | 0                                                                           |                                                                             |